# Michał Karoński
Michał Karoński (ur. 5 września 1946) – polski matematyk, profesor nauk matematycznych.

## Życiorys
Absolwent I Liceum Ogólnokształcącego im. Karola Marcinkowskiego w Poznaniu. W 1969 ukończył studia matematyczne na Wydziale Matematyki, Fizyki i Chemii Uniwersytetu im. Adama Mickiewicza w Poznaniu. Na tej samej uczelni uzyskiwał stopnie doktora (1974) i doktora habilitowanego (1984) nauk matematycznych. W 1996 otrzymał tytuł profesora nauk matematycznych. Specjalista w zakresie informatyki teoretycznej, kryptologii i matematyki dyskretnej (szczególnie teorii grafów.
Zawodowo związany z Uniwersytetem im. Adama Mickiewicza. Doszedł do stanowiska profesora zwyczajnego w Zakładzie Matematyki Dyskretnej na Wydziale Matematyki i Informatyki. W 1984 został kierownikiem tego zakładu. Od 1993 do 1999 był dziekanem Wydziału Matematyki i Informatyki UAM. Był stypendystą University of Florida, badania naukowe prowadził w licznych ośrodkach zagranicznych, m.in. na Uniwersytecie Moskiewskim, Uniwersytecie w Lund, Carnegie Mellon University, a także w międzynarodowych centrach badawczych (w tym w Newton Institute w ramach University of Cambridge). Został redaktorem naczelnym czasopisma „Random Structures & Algorithms”.
Wchodził w skład Komitetu Badań Naukowych i Rady Nauki. W latach 2010–2016 był przewodniczącym rady Narodowego Centrum Nauki. Od 2016 członek Academia Europaea.
Był działaczem Zrzeszenia Studentów Polskich i przewodniczącym rady uczelnianej. Od 1968 do rozwiązania w 1990 członek Polskiej Zjednoczonej Partii Robotniczej, od 1981 do 1982 był sekretarzem uczelnianej organizacji partyjnej. Należał do pierwszej „Solidarności”, na początku lat 90. działacz Polskiej Unii Socjaldemokratycznej (w ramach WUS), od 1992 do 2001 był członkiem Unii Pracy.
W 2013 odznaczony Krzyżem Oficerskim Orderu Odrodzenia Polski.